# Михайловка (Бериславский район)
Михайловка (укр. Михайлівка) — село в Новоалександровской сельской общине Бериславского района Херсонской области Украины.

## Население
Население по переписи 2001 года составляло 1209 человек.

### Языковой состав
Родной язык населения по данным переписи 2001 года:
| Язык       | Численность, чел. | Доля     |
| ---------- | ----------------- | -------- |
| Украинский | 1 187             | 98,18 %  |
| Русский    | 19                | 1,57 %   |
| Другое     | 3                 | 0,25 %   |
| Итого      | 1 209             | 100,00 % |

## История
Михайловка основана в 1780 году как имение генерала Михаила Каховского, от имени которого и получила название. Советская власть в селе установлена в январе 1918 года. На фронтах Великой Отечественной войны воевало 150 жителей Михайловки; 54 из них погибли, 50 награждены орденами и медалями СССР. В память о погибших воинах в 1973 году сооружен мемориальный комплекс. В Михайловке находится братская могила советских воинов, погибших при её освобождении.

## Древние поселения
Вблизи Михайловки обнаружены поселение позднего палеолита (более 10 тыс. лет тому назад), поселения и погребения эпохи неолита и меди-бронзы (V—IV, III—II тысячелетия до н. э.). Исследовано поселение эпохи меди и ранней бронзы с каменными укреплениями, о котором см. статью Михайловское поселение. Обнаружены и частично исследованы бескурганный скифский могильник V—IV веков до н. э., поселение и могильник первых веков н. э. и погребения кочевников VIII—XIII веков.